# Lukousaurus
Lukousaurus là một chi khủng long, được Yang Z. J. (as Young C. C.) mô tả khoa học năm 1948.